# Conțești, Dâmbovița
Conțești là một xã thuộc hạt Dâmbovița, România. Dân số thời điểm năm 2002 là 5562 người.